# Заслуженный художник Азербайджана
«Заслуженный художник» (азерб. Əməkdar rəssam) — почетное звание Азербайджанской Республики, присваиваемое живописцам, скульпторам, графикам, художникам декоративно-прикладного искусства, создавшим значительные произведения искусства, за заслуги в развитии азербайджанского изобразительного искусства. Следующей степенью признания является присвоение звания Народный художник Азербайджана.

## Присвоение
Президент Азербайджанской Республики присваивает почетное звание по личной инициативе, а также по предложению Национального Собрания и Кабинета Министров.
Почетное звание присваивается только гражданам Азербайджанской Республики. Согласно указу почетное звание «Заслуженный художник» не может быть присвоено одному и тому же лицу повторно.
Удостоенное почетного звания лицо может быть лишено почетного звания в случае:
1. осуждении за тяжкое преступление;
2. совершения проступка, запятнавшего почетное звание

## Указ об учреждении
Почетное звание «Заслуженный художник» было учреждено указом Президента Азербайджанской Республики от 22 мая 1998 года наряду с некоторыми другими званиями:
В целях оценки труда лиц, достигших больших успехов в развитии в нашей республике культуры, литературы, науки, образования и здравоохранения, в целом на пути прогресса страны, учитывая многочисленные обращения различных организаций, отдельных граждан по этому вопросу и руководствуясь пунктом 32 статьи 109 Конституции Азербайджанской Республики, постановляю:
Учредить почетное звание в области культуры «Заслуженный художник».

## Описание
Лица, удостоенные почетного звания «Заслуженный художник» Азербайджанской Республики также получают удостоверение и нагрудный знак почетного звания Азербайджанской Республики. Нагрудной знак почетного звания носится на правой стороне груди.

## Заслуженные художники АР
*Список не отражает всех людей, обладающих званием «Заслуженный художник Азербайджана»
- Ариф Агамалов
- Камал Алекперов
- Азад Алиев
- Энвер Аскеров
- Геннадий Брижатюк
- Зейналабдин Искендеров
- Минаввар Рзаева
- Сабина Шихлинская